# ポリーナ・スースロワ
アポリナーリヤ・プロコフィエヴナ・スースロワ (Аполлинария Прокофьевна Суслова、1839年 – 1918年)は、普通ポリーナ・スースロワと呼ばれるロシアの短編小説家であり、フョードル・ドストエフスキーの愛人としても有名である。またワシーリー・ローザノフの妻であり、ロシア最初の女医であるナジェージダ・スースロワの姉でもある。スースロワはドストエフスキーの長編小説に登場する女性のモデルとなっていると考えられており、例えば『賭博者』のポリーナや『白痴』のナスターシャ・フィリポブナ、『罪と罰』のカテリーナ・イワーノヴナ・マルメラードワ、『悪霊』のリザヴェータ・ニコラエヴナ、『カラマーゾフの兄弟』のカテリーナとグルーシェンカの2人などがそれにあたる。スースロワはしばしば「運命の女」として描かれ、ドストエフスキーからも当時最も注目に値する女性の1人と呼ばれた。
スースロワ自身の作品としては、ドストエフスキー主宰の雑誌「時代」に1861年に載った短編『покуда』、1863年の『До свадьбы』、1928年の自伝的な『Чужая и свой』がある。

## 幼少期
ポリーナ・スースロワはニジニー・ノヴゴロド県のパーニノに生まれた。父親のプロコーフィ・スースロフはシェレメーチエヴォの農奴だったが、商売で身を立てて工場を持つまでになった。そのため娘のポリーナ（アポリナーリヤの愛称）とナジェージダに正規の教育を受けさせ、女家庭教師（ガヴァネス）だけでなく、舞踊にも講師を雇うことができた。

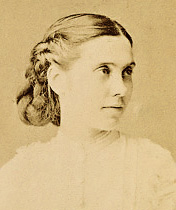
1867年のスースロワ

ポリーナは教養学校に通い、一家でサンクトペテルブルクに引っ越してからはサンクトペテルブルク大学に入った。政争やデモ、学生集会を楽しむようなところがあり、また特に女性に関しては当時の過激派の考え方にも理解を示していた。リュボーフィ・ドストエフスカヤが『娘が語るドストエフスキー』のなかでポリーナのことを書いているが、それによれば彼女は田舎出の若い女で「裕福な親戚がペテルブルクで楽に暮らしていけるだけのお金を送ってきた。秋になるたびに大学に入り直して学生となるのだが、実際に勉強するわけでも、何かの試験に受かるわけでもない。だが授業には出て、他の学生たちとよろしくやっていた。…そして訴状に署名をせまり、あらゆる政治的デモに参加して「ラ・マルセイエーズ」を歌い、コサックを罵る。やることなすことが挑発的だった」。

## ドストエフスキーとの交際

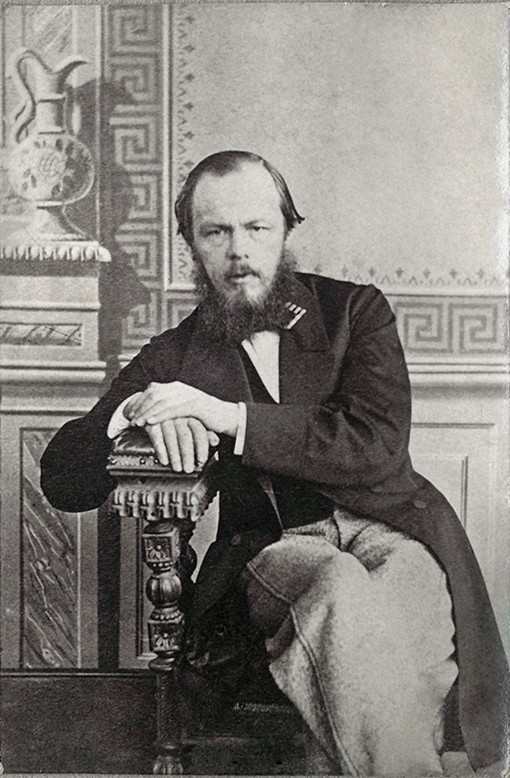
フョードル・ドストエフスキー(1863年)

1861年、スースロワはフョードル・ドストエフスキーが教える講義に顔を出している。すでにドストエフスキーは有名な作家になっており、この講義も若者の間で非常に人気があった。当時ドストエフスキーは40歳、スースロワが21歳だった。リュボーフィの回想によれば、スースロワは「ドストエフスキーを追いかけまわし、あらゆる手段でその気を引こうとしていた。ドストエフスキーに気づかれなかったスースロワは、ついにラブレターを書いて送った」。別の逸話によれば、スースロワはドストエフスキーに自分の作品を見せ、アドバイスを頼んだ。小説としては酷いものだったが、若く美しい女に魅力を感じたドストエフスキーは創作を教えることを約束したという。しかしスースロワの小説を読んで気に入ったドストエフスキーが作者に会いたがった、という話も伝わっている。
2人の交際は複雑で痛ましいものでさえあったが、特にドストエフスキーには苦労が多かった。作家活動に心血を注いで健康は損なわれており、経済的にも苦しんでいた時期でもあった。その上スースロワは傲慢で人を操りたがり、嫉妬深い性格でしきりにドストエフスキーへ「肺病の妻」マリアと離婚するよう催促していた. 。「病的なほど自分本位な女」であり、「とてつもない利己心と自尊心」で他人の欠点を許さなかった、と後にドストエフスキーは記している。そしてマリアが1865年に亡くなると、スースロワに結婚を申し込むのだが、断られてしまう。
ドストエフスキーの2番目の妻アンナ・スニートキナと違って、スースロワはドストエフスキーの本をほとんど読まなかった。作品を尊敬しているわけでもなく、単純に恋人として接していたのである。ドストエフスキーもスースロワに宛てて「かわいいひと、君を安っぽい至福の境地といったものに誘おうというつもりはありません」という手紙を書いている。破局後、スースロワはこういった手紙を初めとしたあらぬ疑いをまねくような文書を焼き捨てている。そして1867年、ドストエフスキーはアンナ・スニートキナと結婚した。

## 晩年
ワシーリー・ローザノフは学生の頃にスースロワと知り合った。その頃彼女はすでに30歳を越えていたが、ローザノフは一目見るなり恋に落ちた。スースロワがドストエフスキーの愛人だったということも知っていて、それで余計に興味を持ったのだった。ドストエフスキーはローザノフが最も尊敬する作家だったのである。「アポリナーリヤ・プロコフィエヴナ・スースロワに出会う。彼女への愛。スースロワは僕を愛し、僕もスースロワをとても愛している。いままで会った女性にこれだけ素敵なひとはいなかった」とローザノフは日記に短く書き留めている。3年間の交際を経て、2人は1880年11月に結婚した。この時スースロワは40歳、ローザノフは24歳だった。
そしてスースロワは1886年にローザノフのもとを去った。2人の共同生活がローザノフにとって苦痛であったことは、彼の私信からも読み取ることができる 。スースロワは人々の眼前で嫉妬を隠すことなく、それでいて自分は夫の友人たちとは距離が近かった。ローザノフの娘タチヤーナは回想録で次のように述べている。「スースロワは父をあざけり、つまらない本を書いているといっては侮辱し、ついには放り出してしまった」。スースロワは2度もローザノフを捨てているが、夫はいつも妻を許し、家に帰ってくるよう請うのだった。
別れた後もローザノフはこう告白している。「何か煌めくようなものが（彼女の気性には）あって、だからこそ僕はどれだけ苦しめられようが、おずおずと、しかし盲目的に彼女を愛してしまう」 。
ローザノフが後に妻となるワルワーラと出会うと、ポリーナは20年間も離婚を拒み続けた。ポリーナは1900年代はじめからセヴァストーポリで独り暮らしをはじめ、1918年に78歳で亡くなった 。

## 書誌情報
- アレクサンドル・ドリーニン編、中村健之助訳 (1989). スースロワの日記―ドストエフスキーの恋人. みすず書房. ISBN 4622045346